# Cayetano Paderanga, Jr.

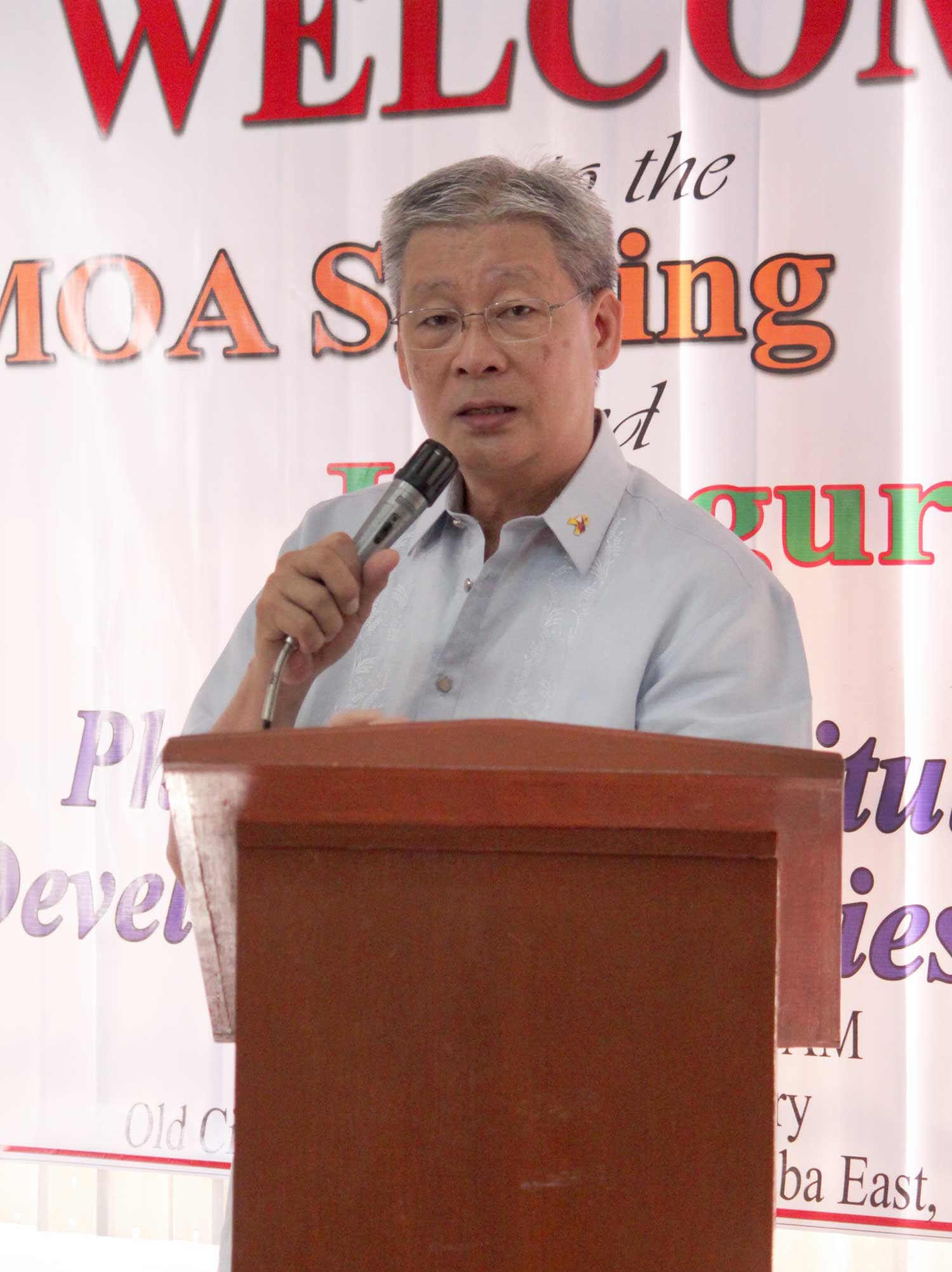
Cayetano Paderanga, Jr., 2011

Cayetano „Dondon“ Paderanga, Jr. (* 9. Oktober 1948; † 29. Januar 2016) war ein philippinischer Wirtschaftswissenschaftler, Hochschullehrer, Bankmanager und Politiker.

## Biografie
Nach dem Besuch des Fatima College von Camiguin studierte er Buchführung an der Universität De La Salle in Manila und schloss dieses 1968 ab. Ein späteres Postgraduiertenstudium der Wirtschaftswissenschaft an der Stanford University beendete er 1979 mit einem Philosophiae Doctor (Ph.D.).
Er wurde später zum Professor der Wirtschaftswissenschaft an die University of the Philippines (UP) berufen. Als solcher beschäftigte er sich insbesondere mit den Themen Wirtschaft, Bankwesen, Finanzen und Kreditwesen sowie mit der Infrastruktur in der philippinischen Entwicklung.
1990 wurde er von Präsidentin Corazon Aquino zum Generaldirektor der Behörde für Nationale Wirtschaft und Entwicklung (National Economic and Development Authority (NEDA)) ernannt und bekleidete diese Funktion bis zum Ende von Aquinos Amtszeit im Juni 1992. Danach war er zwischen 1993 und 1999 Mitglied des Gremiums für Währungspolitik der Zentralbank (Bangko Sentral ng Pilipinas (BSP)) und befasste sich während dieser Zeit auch als Autor mit der Liberalisierung der Finanzpolitik auf den Philippinen und der ASEAN. Anschließend kehrte er als Professor an die UP zurück.
Nach einer Tätigkeit als Exekutivdirektor für die Philippinen bei der Asiatischen Entwicklungsbank (ADB) von 2001 bis 2003 war er wiederum als Professor für Wirtschaftswissenschaft an der University of the Philippines tätig. Zugleich war er Vorsitzender des dortigen Instituts für Entwicklung und Ökonometrische Analysen (Institute for Development & Econometric Analysis). In dieser Funktion setzte er sich in einem Artikel in der Tageszeitung Philippine Daily Inquirer kritisch mit der Wirtschaftspolitik der Regierung von Präsidentin Gloria Macapagal-Arroyo auseinander.
Nach der Wahl 2010 wurde Dondon Paderanga am 30. Juni 2010 von Präsident Benigno Aquino III. ebenfalls zum Generaldirektor der Behörde für Nationale Wirtschaft und Entwicklung sowie zugleich zum Sekretär für Sozioökonomische Planung (Socio-economic Planning Secretary) in dessen Kabinett berufen.
Durch seine Amtsübernahme wird auch erwartet, dass die NEDA zukünftig wieder verstärkt auf den Fachverstand von Professoren der UP und deren wirtschaftswissenschaftlicher Fakultät (UP School of Economics) zurückgreift, wie bereits zwischen 1986 und 2002 mit den Professor Solita 'Winnie' Monsod, Dante Canlas, Felipe Medalla und Cielito Habito.